# Seznam hrvaških vaterpolistov
Seznam hrvaških vaterpolistov.

## B
- Samir Barać
- Hrvoje Benić
- Marko Bijač
- Miho Bošković
- Ivan Buljubašić
- Damir Burić
- Andro Bušlje

## Đ
- Teo Đogaš

## E
- Pablo Erak

## F
- Loren Fatović

## H
- Zdravko Hebel
- Igor Hinić

## J
- Zdravko Ježić
- Maro Joković

## K
- Ivan Krapić
- Aljoša Kunac

## L
- Luka Lončar

## M
- Marko Macan
- Ivan Marcelić
- Pavo Marković
- Lovre Miloš
- Petar Muslim

## N
- Mile Nakić

## P
- Josip Pavić

## R
- Ratko Rudić

## S
- Mile Smodlaka
- Sandro Sukno

## Š
- Anđelo Šetka
- Ratko Štritof

## T
- Ivica Tucak

## V
- Tino Vegar
- Frano Vićan
- Zdeslav Vrdoljak
- Josip Vrlić
- Ante Vukičević